# Югоизточен административен окръг
Югоизточен административен окръг, съкратено ЮВАО (на руски: Юго-Восточный административный округ) е един от 12-те окръга на град Москва. Включва 12 района. Код по ОКАТО – 45 290 000 000.

## Характеристика на окръга
Югоизточната част на Москва исторически е била работнически покрайнини. Тук е концентриран голям индустриален потенциал: Московската петролна рафинерия, автомобилният завод Автофрамос и технополис „Москва“ (бивш АЗЛК) и много други. В това отношение, както и с традиционната за Москва западна роза на ветровете, Югоизточният окръг се счита от някои експерти за екологично неблагоприятен. В същото време в района има много зелени площи, големи паркове и площади: Кузминки – Люблино, Лефортово, паркът на името на 850-годишнината на Москва и др.

## Ръководство
От 1991 до 2015 г. Владимир Борисович Зотов е префект на Югоизточния окръг. След оставката на кмета на Москва Юрий Лужков на 29 септември 2010 г. той става временно изпълняващ длъжността префект, въпреки че официалната заповед за това е подписана от новия кмет Сергей Собянин едва на 1 ноември.
На 11 ноември 2010 г. В. Б. Зотов е преназначен на поста префект на ЮВАО „за мандата на кмета“. До 2015 г. В. Б. Зотов остава единственият московски префект, който заема поста от 1991 г.
На 7 април 2015 г. с указ на кмета на Москва № 27-УМ Андрей Владимирович Цибин, който преди това е заемал длъжността началник на отдела за жилищно-комунални услуги и благоустройство на град Москва, е назначен за префект на Югоизточния окръг.

### Програма за взаимодействие със старейшини у дома и верандите
По инициатива на префектурата на ЮВАО на 31 юли 2009 г. е създадена Областната асоциация на възрастните хора за къщи и входове на Югоизточния административен окръг на Москва. Асоциацията включва 12 асоциации на старейшини в къщите и входовете на районите. През 2010 г. този списък е допълнен от младата Асоциация за жилищно самоуправление Лефортово, която изразява желание да се присъедини към окръжната асоциация.

## Райони
Административно окръгът се поделя на 12 района:
- Вихино-Жулебино
- Капотня
- Кузминки
- Лефортово
- Люблино
- Марино
- Некрасовка
- Нижегородски
- Печатники
- Рязански
- Текстилщики
- Южнопортови

Най-големия район по отношение на населението и гъстотата на населението е Марино (най-малкия по отношение на населението и гъстотата на населението е Капотня).
Най-големият по площ е Печатники, а най-малкият – Южнопортови.

## Религия
На територията на окръга има 12 православни храма и бившият мъжки Николо-Перервински манастир, който от 1995 г. има статут на Патриаршеско подворие, обединено в Югоизточния викариат на Москва. Викариатството е разделено на два декана. Храмовете на районите Некрасовка, Вихино-Жулебино, Кузминки, Люблино, Марино, Капотня са част от Влахернския деканат. Останалите храмове са част от Петропавловския деканат.